# Physocephala variegata
Physocephala variegata är en tvåvingeart som först beskrevs av Johann Wilhelm Meigen 1824.  Physocephala variegata ingår i släktet Physocephala och familjen stekelflugor. Inga underarter finns listade i Catalogue of Life.